# فورت اسمیث (آرکانزاس)

فورت اسمیث دومین شهربزرگ ایالت آرکانزاس است. این شهر در شهرستان سباستین قرار دارد.